# Hans Rott (Musiker)
Johann Nepomuk Karl Maria Rott (* 1. August 1858 in Braunhirschengrund, Kaisertum Österreich; † 25. Juni 1884 in Wien, Österreich-Ungarn) war ein österreichischer Komponist und Organist.

## Leben
Rott war der außereheliche, nach der Heirat (1862) seiner Eltern 1863 anerkannte Sohn des seinerzeit berühmten Wiener Schauspielers Karl Mathias Rott, der seine Karriere 1874 auf Grund eines Bühnenunfalls aufgeben musste und 1876 starb. Trotz seiner finanziell schlechten Lage (seine Mutter Maria Rott war bereits 1872 verstorben) konnte Rott am Wiener Konservatorium studieren und wurde Orgel- und Lieblingsschüler von Anton Bruckner, der seine Fähigkeiten hoch schätzte. Außerdem gehörten Franz Krenn (Komposition), Hermann Graedener (Harmonielehre) und Leopold Landskron (Klavier) zu seinen Lehrern.
In seiner Kompositionsklasse am Wiener Konservatorium waren folgende Personen eingeschrieben:
Mathilde Kralik, Gustav Mahler, Rudolf Krzyzanowski, Rudolf Pichler, Katharina Haus und Ernst Ludwig.
Als am 2. Juli 1878 der Concours für Komposition stattfand, wurden alle hier genannten Musikstudenten geprüft. Alle Teilnehmer bekamen Preise, nur Hans Rotts Concours-Arbeit, der erste Satz seiner Symphonie, blieb ohne Preis. Nach Bruckners Erzählung soll die Prüfungskommission bei Anhörung der Symphonie höhnisch gelacht haben. Bruckner soll daraufhin aufgestanden sein und gesagt haben: „Lachen Sie nicht, meine Herren, von dem Manne werden Sie noch Großes hören“.
Rott schied ohne Diplom und Medaille aus der Kompositionsschule. Sein Abgangszeugnis bekundet allerdings, dass er die Prüfung in Komposition mit vorzüglichem Erfolg bestanden hatte.
Von 1876 bis 1878 hatte Rott eine Organistenstelle an der Piaristenkirche in Wien, widmete sich dann – neben Privatstunden – ganz der Komposition, vor allem seiner Sinfonie in E-Dur. Dieses Hauptwerk wurde jedoch von Johannes Brahms negativ beurteilt und eine Aufführung von dem interessierten Dirigenten Hans Richter aus Zeitgründen zurückgestellt. Als auch ein Antrag auf Gewährung eines staatlichen Stipendiums abgelehnt wurde, verließ Rott 1880 Wien, um eine Stelle als Chorleiter in Mülhausen anzutreten. Bei der Abreise dorthin manifestierte sich seine schwere psychische Krankheit – seinerzeit als „halluzinatorischer Irrsinn und Verfolgungswahn“ bezeichnet. Der Abschied von Wien bedeutete offenbar eine derart schwere Belastung, dass es im Zug zur persönlichen Katastrophe kam. Rott bedrohte einen Mitreisenden mit dem Revolver, als der sich eine Zigarre anzünden wollte, weil Brahms den Zug mit Dynamit habe füllen lassen. Rott wurde nach Wien zurückgebracht und dort zunächst in die Psychiatrische Klinik, 1881 in die Niederösterreichische Landes-Irrenanstalt eingewiesen. Den Rest seines kurzen Lebens verbrachte er dort, empfing Besuche seiner Freunde, komponierte noch fallweise, vernichtete aber auch viele seiner Werke. Er verstarb 1884 an Tuberkulose. Hugo Wolf soll Brahms den Mörder Rotts genannt haben und Bruckner Brahms am Grabe schwere Vorwürfe gemacht haben.

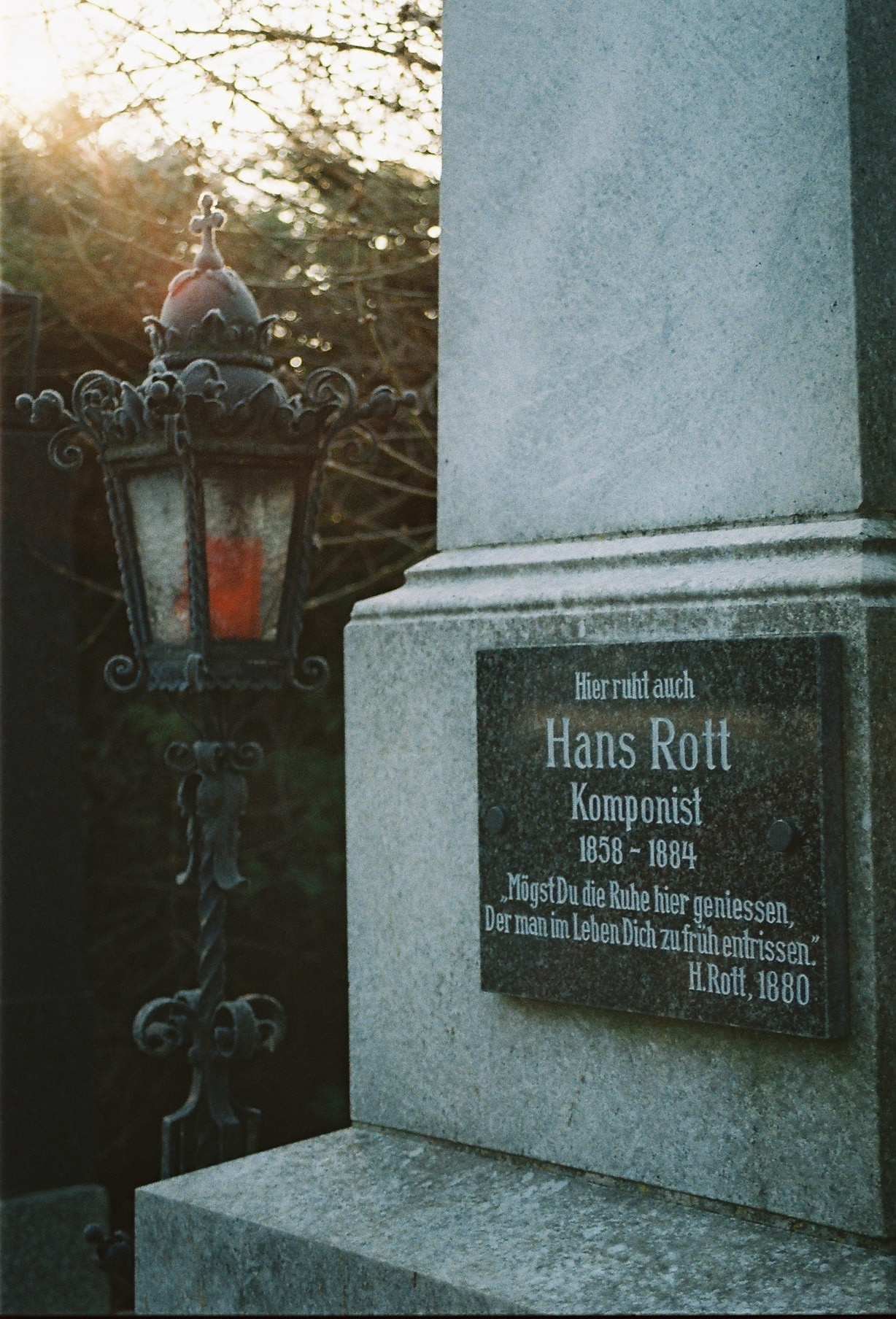
Gedenktafel am Grab von Hans Rott

Hans Rott wurde auf dem Wiener Zentralfriedhof begraben. Das Grab liegt in der Gruppe 23, Reihe 2, Platz Nr. 59. Es wurde zwischenzeitlich neu vergeben und führt heute die Namen „Schwarz / Sahora“. Eine zusätzlich angebrachte Gedenktafel weist auf Hans Rott hin.
Anlässlich des 140. Todestag wurde im Juni 2024 die Umbenennung der Parkanlage Oelweingasse in Hans-Rott-Park bekanntgegeben.

## Werke (Auswahl)
Hans Rott hinterließ eine große Anzahl an Werken der Vokal- und Instrumentalmusik. Im Verlauf seiner Erkrankung zerstörte er einen Teil seines Werkes. Bekannt ist vor allem seine Tätigkeit als Symphoniker. Seine Instrumentalmusik besteht aus Orchesterwerken, Kammermusik und Werken für einzelne Instrumente.
Gelegentlich wird Rotts Werktiteln auch eine Werkverzeichnisangabe beigefügt. Meist wird dabei auf die Nummerierung von Leopold Nowak zurückgegriffen. Auch eine Auflistung von Paul Williams Banks existiert.

### Kammermusik
- Dachs-Studie für Streichquintett in D-Dur
- Fuge für Streichquartett in D-Dur
- Pater Noster für Bass oder Bariton, Streichquartett und Kontrabass in G-Dur
- Quartettsatz in C-Dur
- Satz für Streichquartett in G-Dur op. I
- Satz für Streichquartett in C-Dur op. VII
- Streichquartett in c-Moll

### Klavierwerke
- Andantino in F-Dur
- Fuge in C-Dur
- Fuge zu 4 Händen in c-Moll
- Idylle in D-Dur
- Menuett in Des-Dur (1875)
- Scherzo in a-Moll
- Szene aus Schillers "Glocke"

### Orchesterwerke
- Orchestervorspiel in E-Dur (1876)
- Hamlet-Ouvertüre in a-Moll (1876)
- Vorspiel zu "Julius Cäsar" in B-Dur (1877)
- Suite für Orchester in B-Dur (1877)
- Pastorales Vorspiel für Orchester in F-Dur (1877–1880)
- Symphonie Nr. 1 in E-Dur (1878–1880)
- Symphonie Nr. 2 (1880)
- Suite in E-Dur
- Symphonie für Streichorchester in As-Dur (1874–1875, Fragment)
- Symphonie-Finale in F-Dur (1876, Fragment)
- Marsch der Scharwache für Orchester (1876, Fragment)

## Symphonie Nr. 1 in E-Dur
Rotts Symphonie in E-Dur, wie seine anderen Werke seit 1950 in der Österreichischen Nationalbibliothek verwahrt, wurde in den 1980er Jahren in einer Bearbeitung von Paul Banks veröffentlicht und 1989 in Cincinnati in den USA vom Cincinnati Philharmonia Orchestra uraufgeführt. Es ist ein modern anmutendes Werk, das Elemente der Symphonien Gustav Mahlers antizipiert sowie durch sein (insbesondere in den Ecksätzen) organistisches Orchestrierungsverfahren stark an Bruckner erinnert.
Die Komposition entstand gleichzeitig mit der ersten Fassung von Mahlers Kantate Das klagende Lied und neun Jahre vor der Uraufführung von dessen erster Sinfonie. Mahler war Rotts Mitschüler in der Kompositionsklasse von Krenn; er kannte und schätzte Rotts Werk und stellte es – den Erinnerungen von Natalie Bauer-Lechner zufolge – bewusst und anerkennend in einen Zusammenhang mit seinem eigenen Schaffen. Sämtliche Kompositionen Rotts sind nachgelassene, zu Lebzeiten unveröffentlichte Werke. Während Mahler seine Studien- beziehungsweise Jugendwerke in reiferen Jahren tilgen oder bearbeiten konnte, hatte Rott diese Möglichkeit vor der nachfolgenden Rezeption nicht.

## Aufnahmen/Tonträger
- 1989: Hans Rott – Symphonie E-Dur, Cincinnati Philharmonia Orchestra, Gerhard Samuel, Hyperion CDA 66366; Neuauflage: 2004, Helios CDH 55140
- 1992: Hans Rott – Symphonie E-Dur, Norrköping Symphony Orchestra, Leif Segerstam, BIS CD-563
- 1997: Hans Rott – Symfonie in E, Radio Filharmonisch Orkest, Jac van Steen, ZOC9702
- 2002: Hans Rott – Symphonie E-Dur / Pastorales Vorspiel, Radio-Symphonieorchester Wien, Dennis Russell Davies, cpo 999 854-2
- 2002: Hans Rott – Symphonie in E-Dur, Philharmonia Hungarica, Christoph Campestrini
- 2003: Hans Rott – Symphonie E-Dur, Orchestre National de Montpellier, Friedemann Layer, AT 2001
- 2004: Hans Rott – Symphonie Nr. 1 E-Dur / Orchestervorspiel E-Dur / Ein Vorspiel zu "Julius Cäsar", Münchner Rundfunkorchester, Sebastian Weigle, ARTE NOVA Classics 82876 57748 2
- 2004: Hans Rott – Symphonie Nr. 1 E-Dur, Philharmonisches Orchester des Staatstheaters Mainz, Catherine Rückwardt, acousence ACO-CD20104
- 2005: Hans Rott – Suite in E-Dur / Gustav Mahler – »Titan«,  Philharmonisches Orchester Hagen, Antony Hermus, acousence ACO-CD 20305
- 2005: Hans Rott – Symphonie für Streichorchester / Streichquartett c-Moll, Philharmonisches Orchester des Staatstheaters Mainz, Enrico Delamboye, Mainzer Streichquartett, acousence ACO-CD 20205
- 2012: Hans Rott – Sinfonie Nr. 1 in E-Dur, Suite für Orchester in B-Dur, hr-Sinfonieorchester, Paavo Järvi, Rca Red Seal (Sony Music)
- 2014: Hans Rott – Balde ruhest du auch! (Orchesterfassung von Enjott Schneider), Sinfonie in E-Dur, Münchner Symphoniker, Hansjörg Albrecht, Oehms Classics (OC 1803)
- 2016: Hans Rott – Sinfonie Nr. 1 E-Dur, Mozarteumorchester Salzburg, Constantin Trinks (Profil Edition Hänssler, PH15051)
- 2020: Hans Rott  – Orchestral works vol.1, Gürzenich-Orchester, Christopher Ward (Capriccio C5408)
- 2021: Hans Rott  – Orchestral works vol.2, Gürzenich-Orchester, Christopher Ward (Capriccio C5414)
- 2022: Hans Rott - Symphony No. 1, Bamberger Symphoniker, Jakub Hrůša (Deutsche Grammophon 143056)